# Strengpers

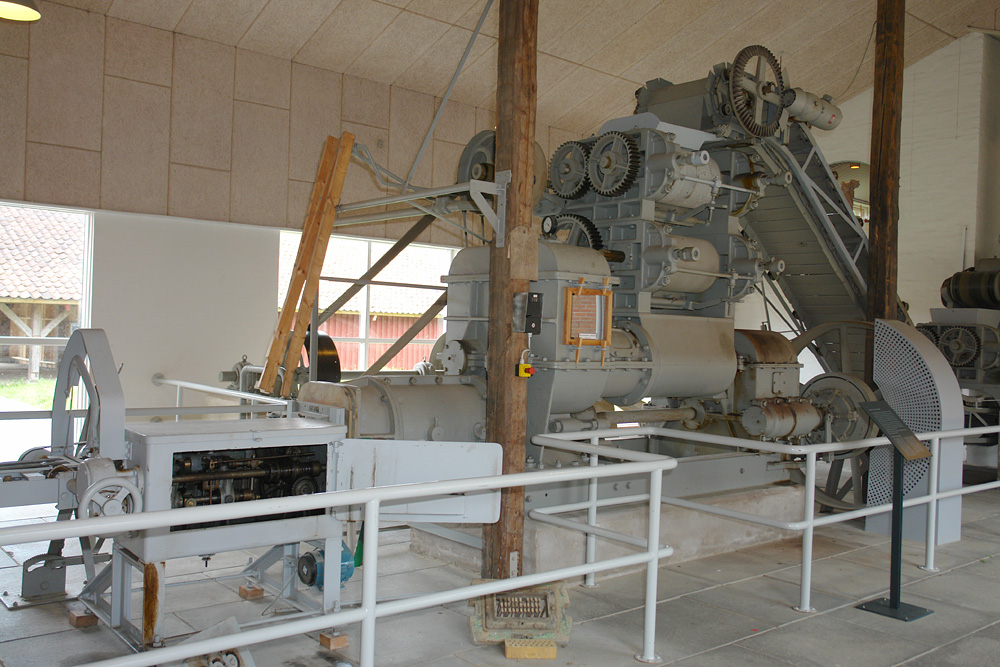
Strengpers in het Deense Cathrinesminde Teglværksmuseum: rechtsboven de opvoerband voor klei, daaronder (in de cilinder) de toevoerschroef. De linkse cilinder is de pers, met de perskop half zichtbaar achter de witte kast. Geheel links de beugel met de snijdraad.

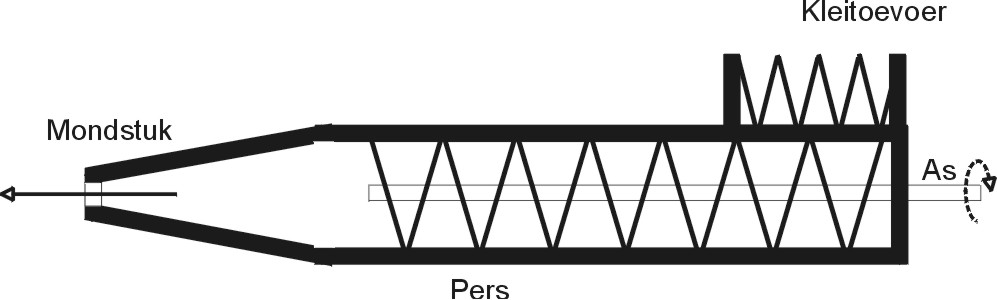
Strengpers met wormschroef, schematisch. De klei wordt met de toevoerschroef (bovenaan) in de strengpers gebracht. In de pers zelf stuwt een tweede schroef de klei naar het mondstuk, dat taps toeloopt, zodat de lucht deels uit de klei gedrukt wordt.

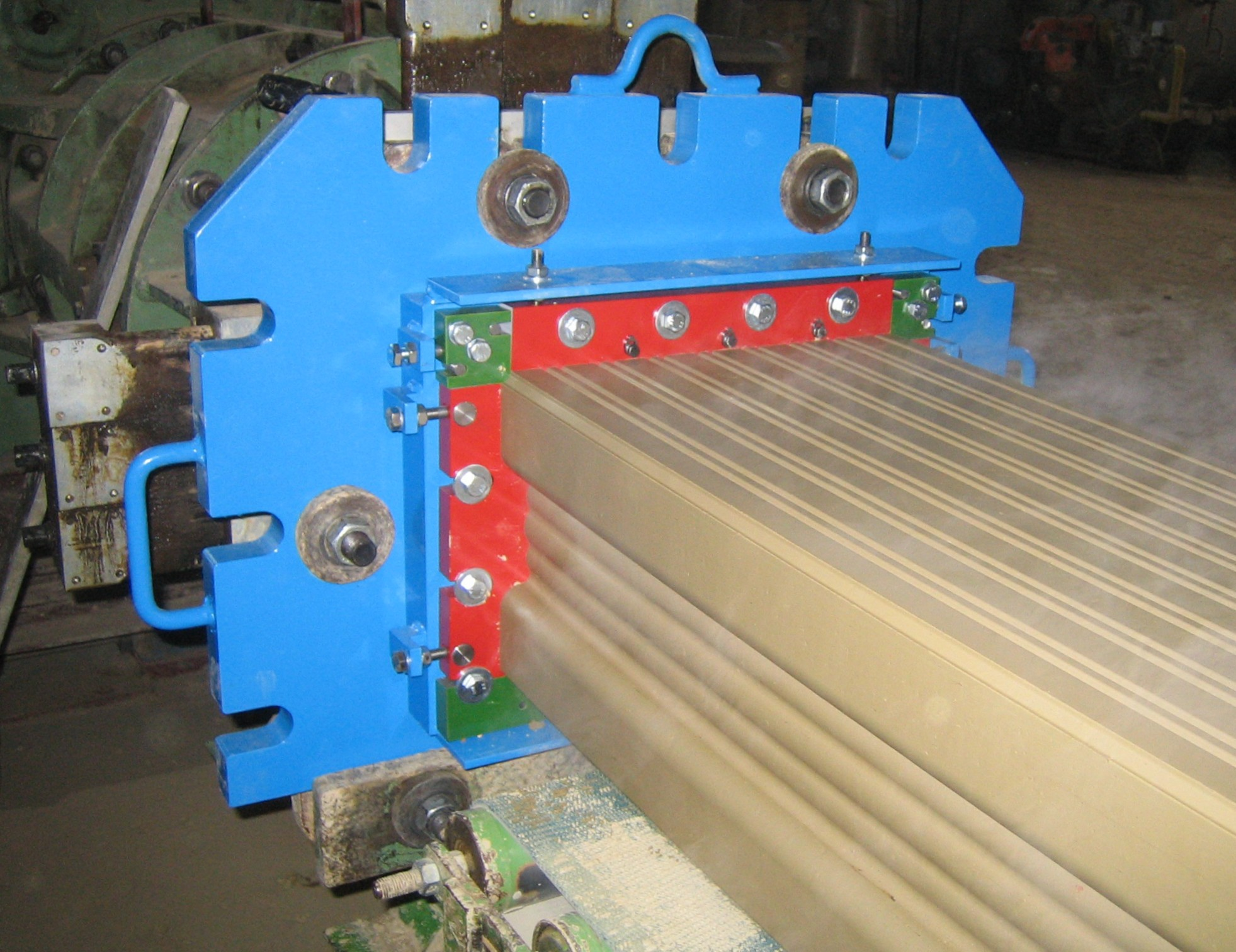
Strengpers: het mondstuk, met een streng klei (gelig)

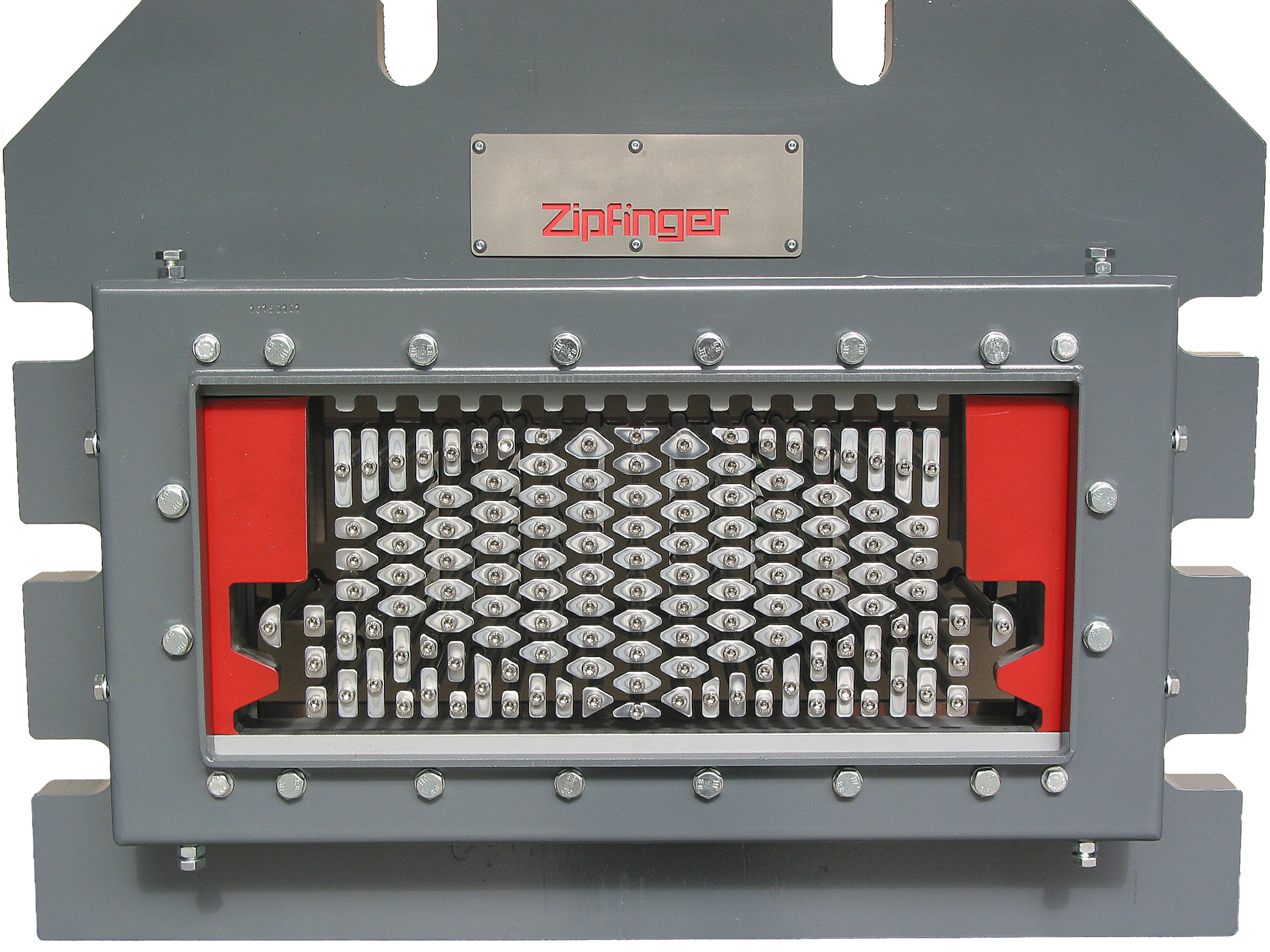
Strengpers: het mondstuk, zonder klei. De stalen doorns maken de holtes in de steen.

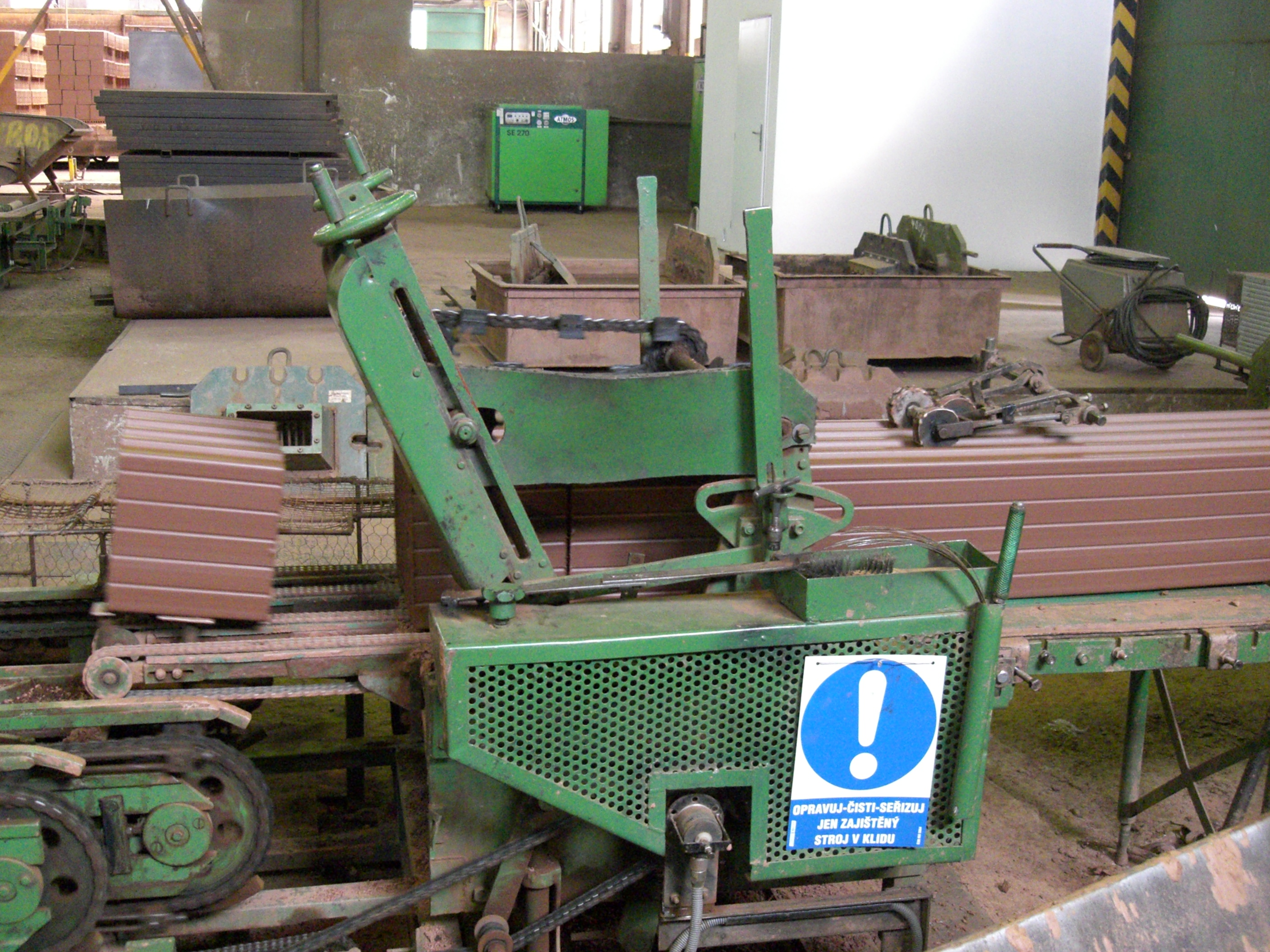
Steenfabriek in het Tsjechische Kryry: De pers staat rechts, buiten beeld. De stenen worden gesneden, daarna moeten ze drogen en gaan ze naar de oven.

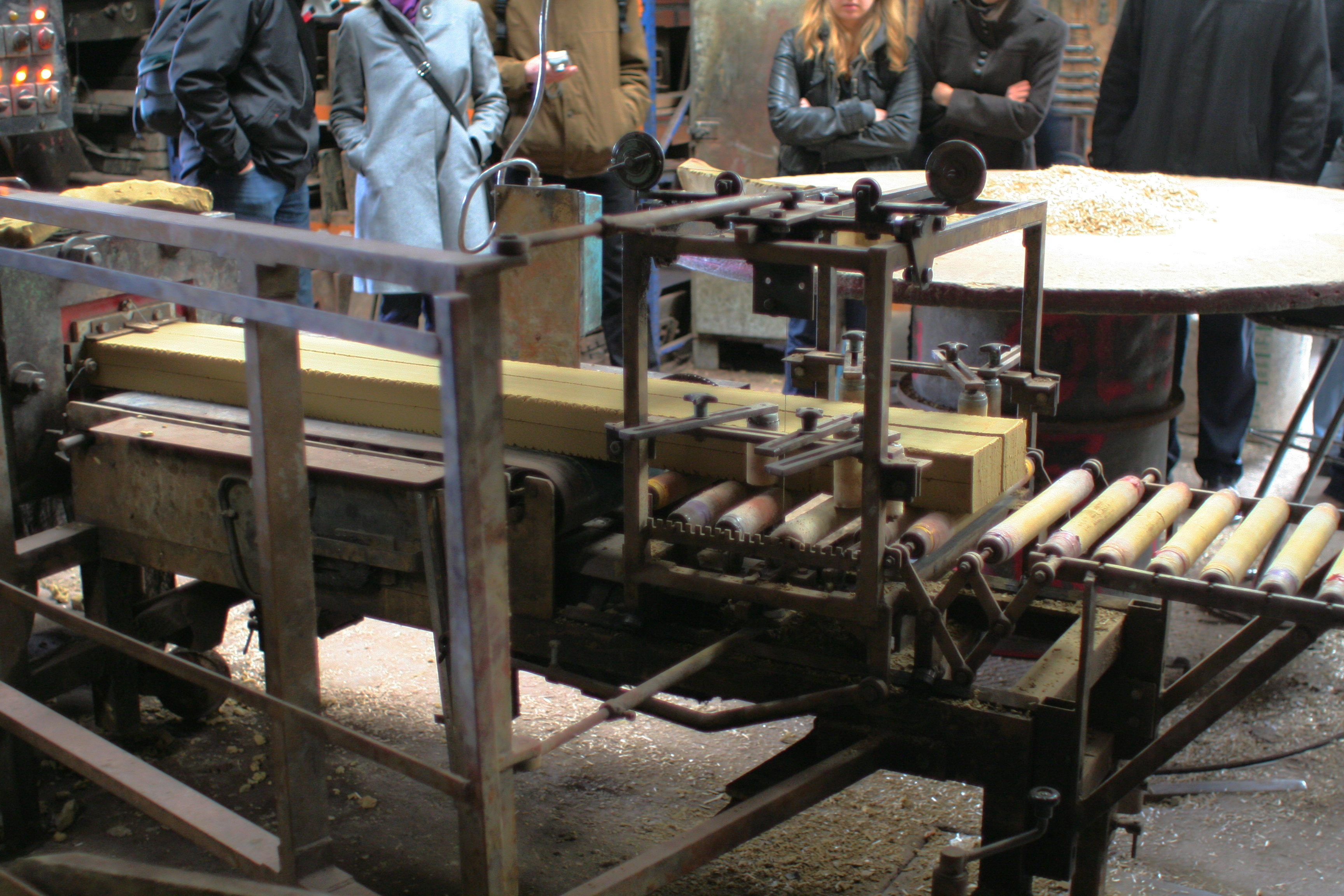
Tuilerie de la Bretèche, een Franse steenfabriek, monument sinds 1999. Het dradenkruis links, bij het mondstuk, verdeelt de streng in de lengterichting, de draad rechts kort hem af.

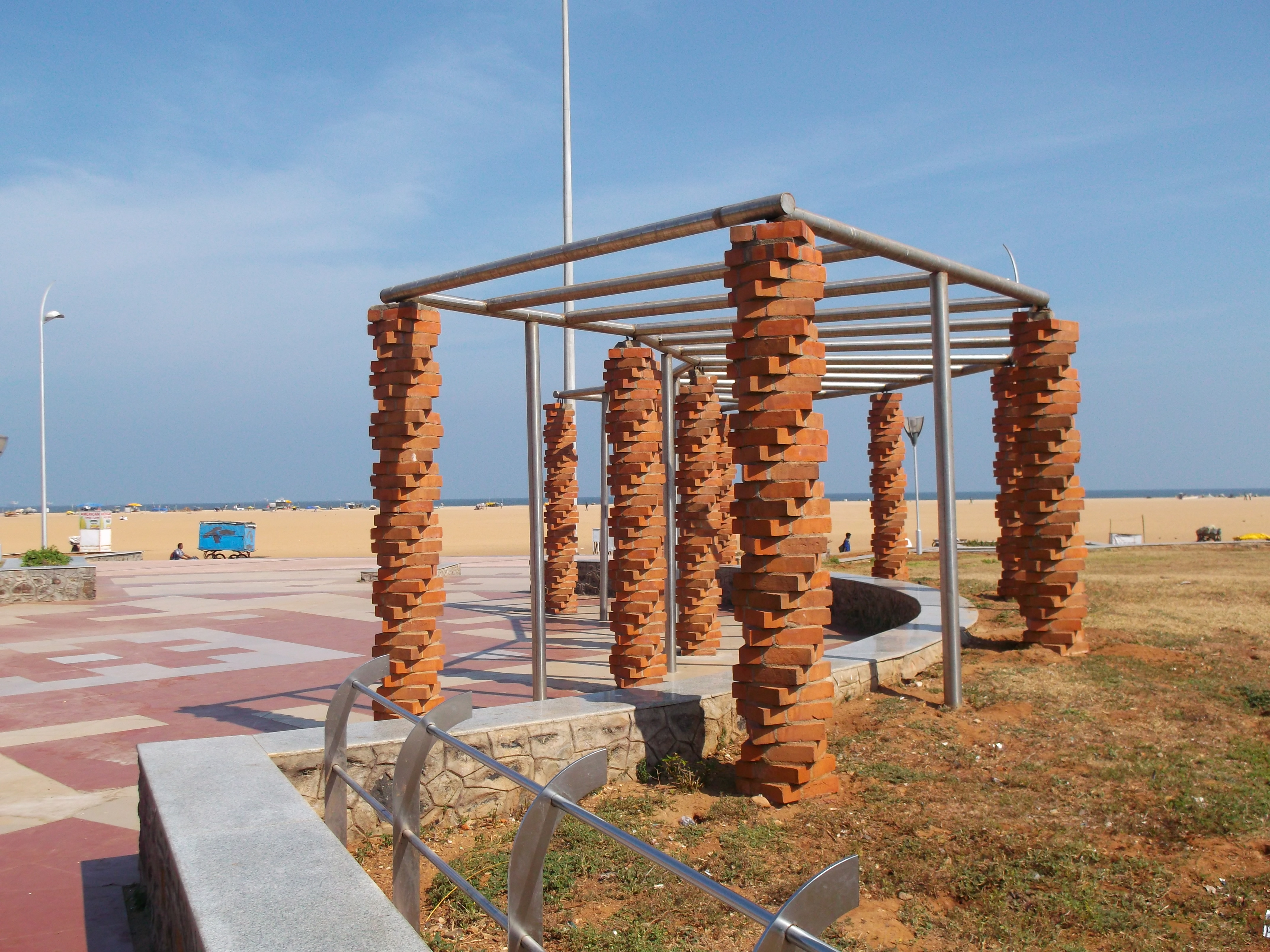
Zuilen van strengperssteen in India

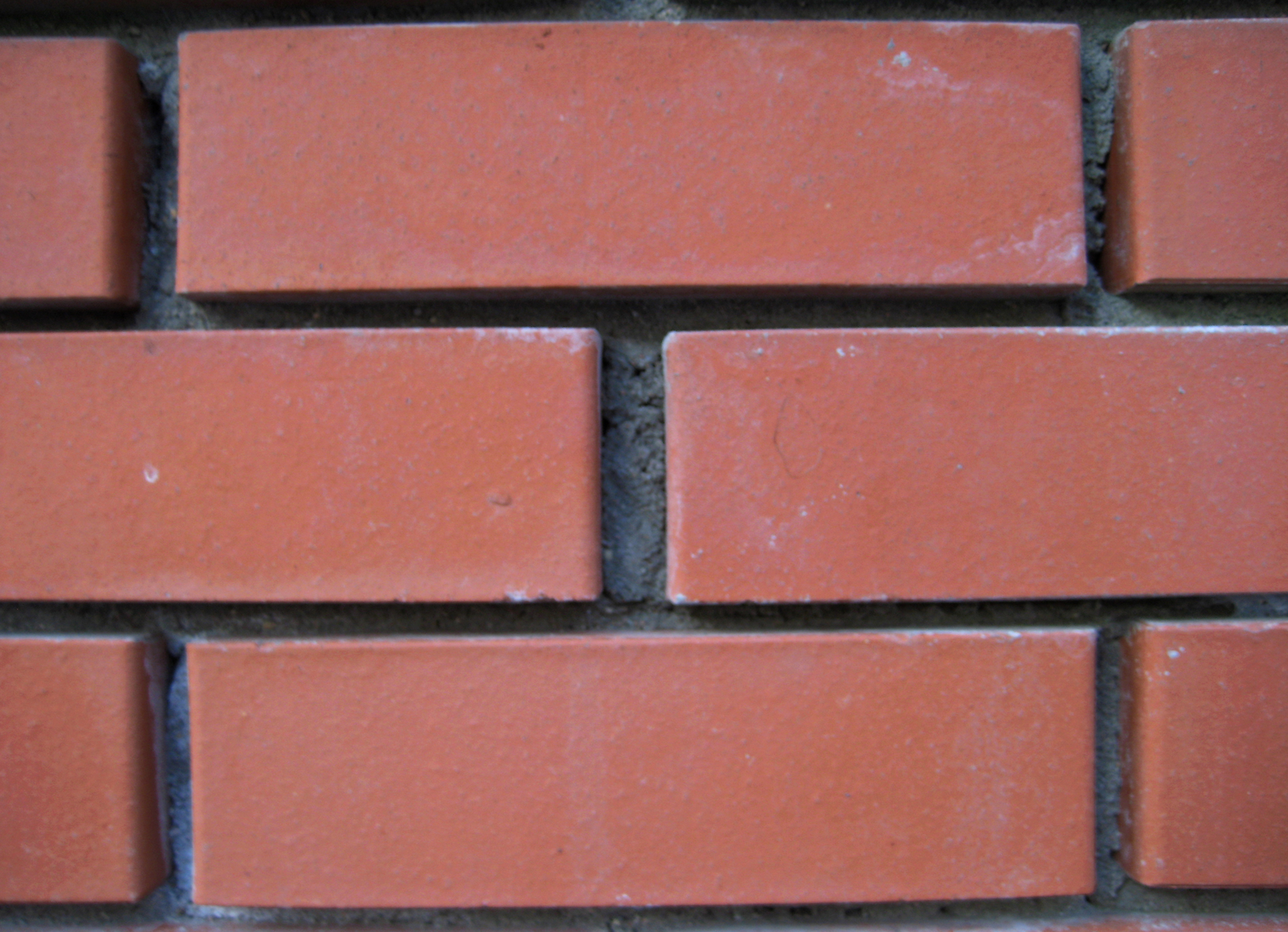
Strengperssteen

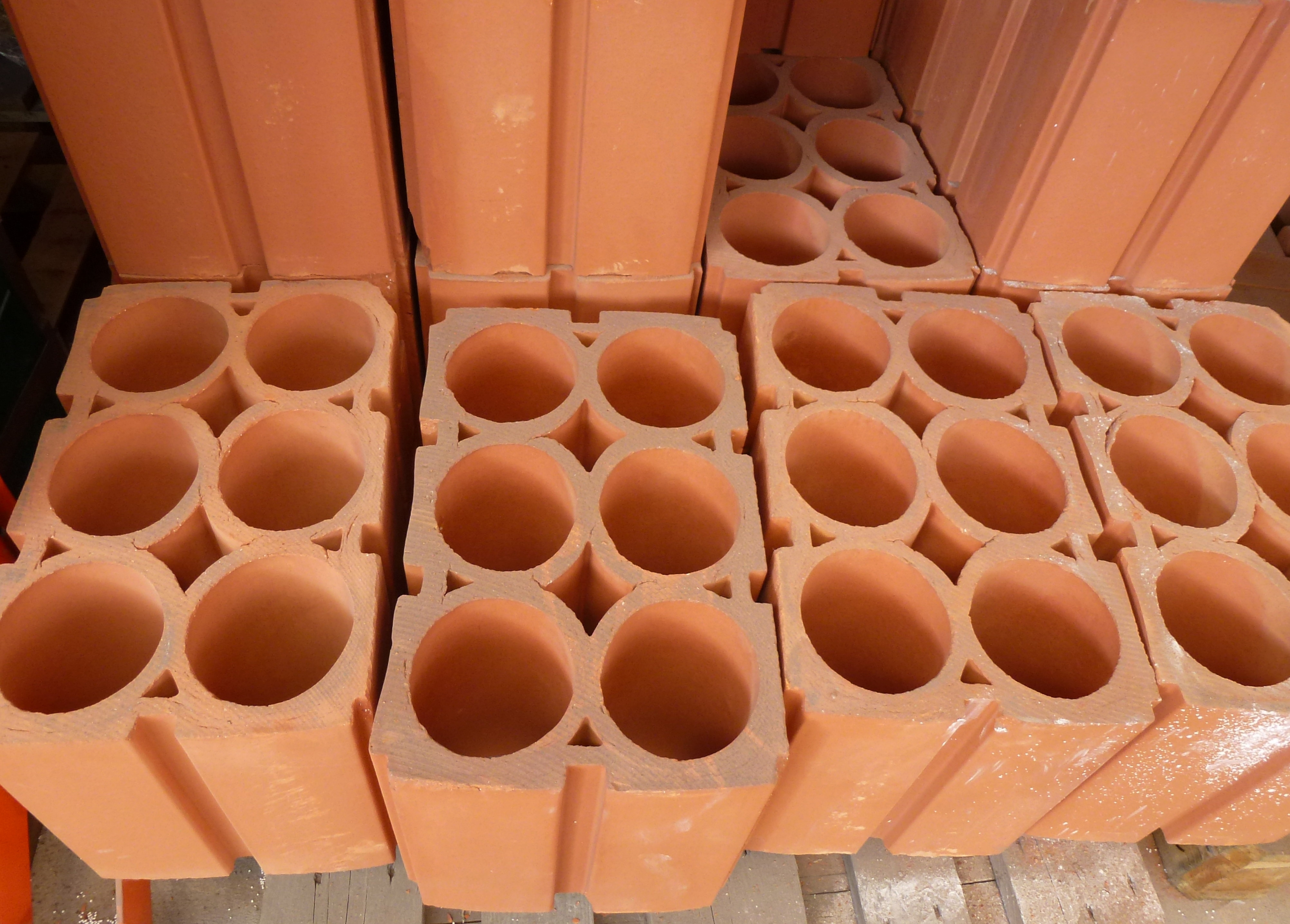
Holle stenen, gemaakt met een strengpers. Klik voor vergroting: de snijsporen zijn duidelijk zichtbaar.

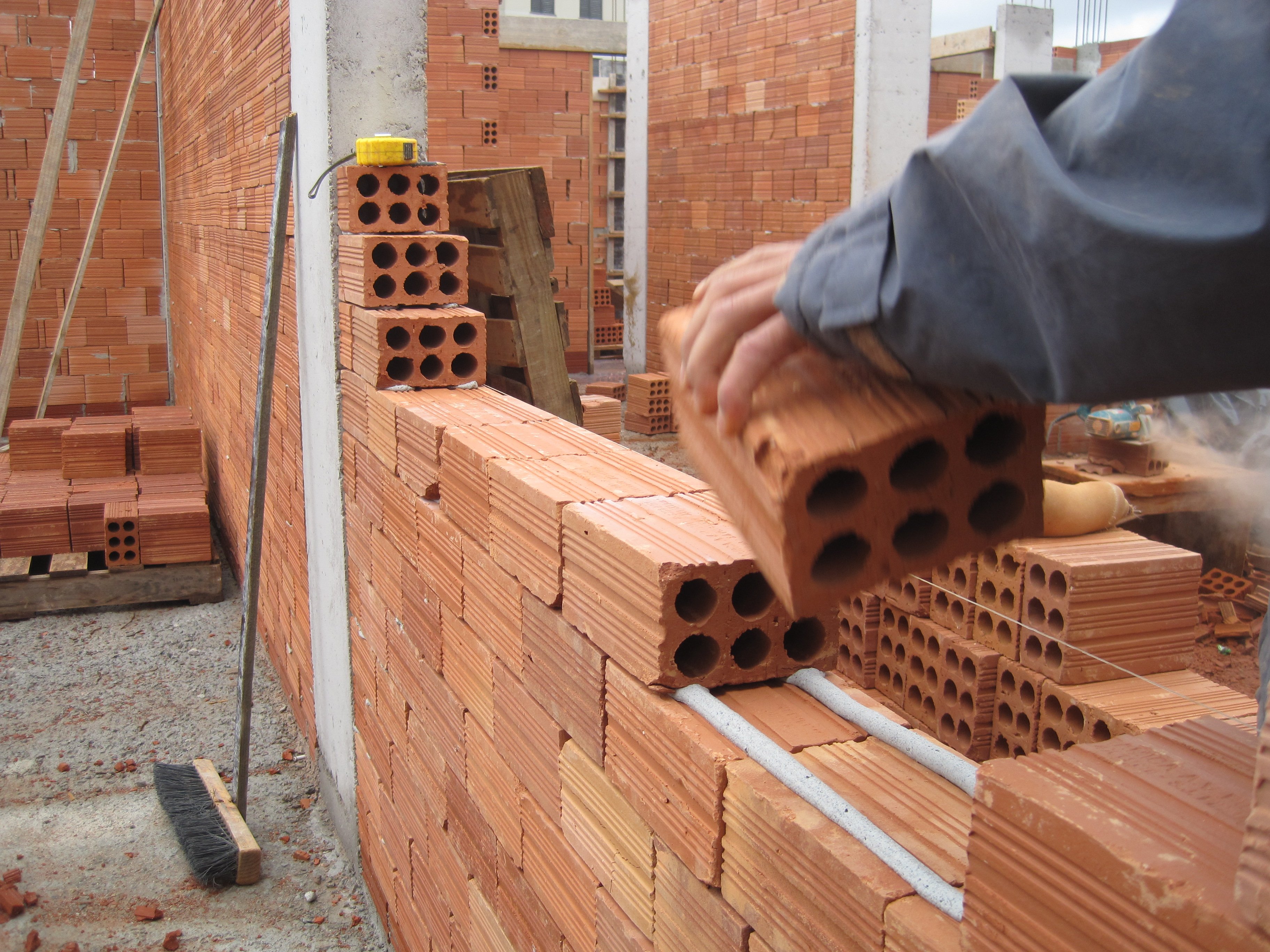
Verlijming met polymeer cementmortel (PCM)

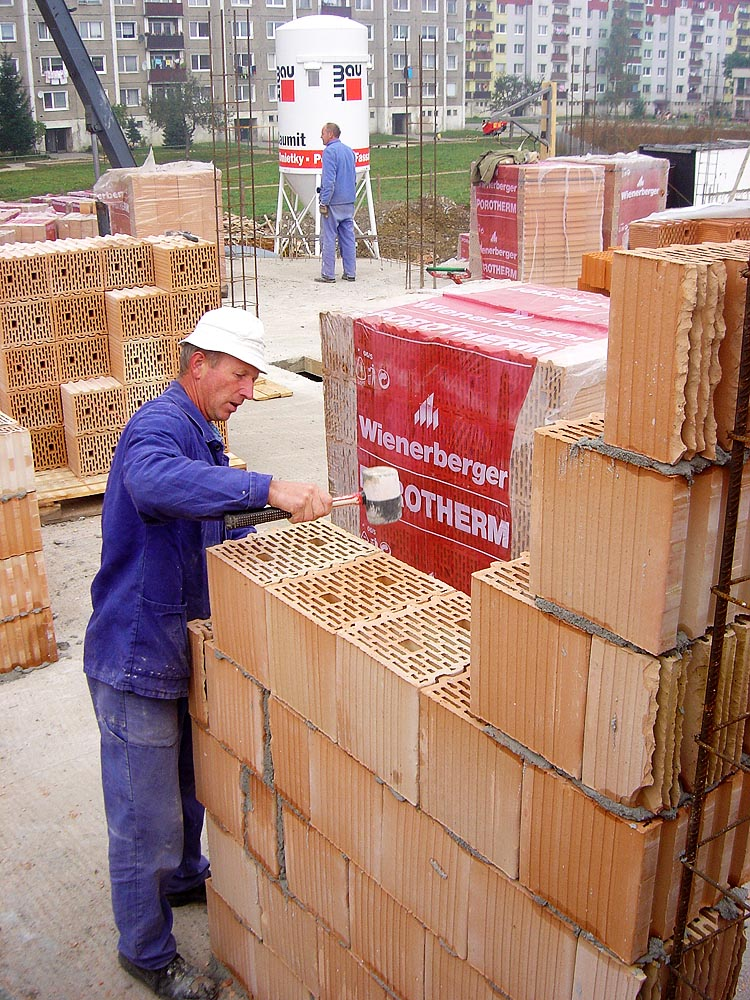
Een muur van Porotherm-blokken van Wienerberger AG, de grootste baksteenfabrikant ter wereld

De strengpers is een extrusiepers, geschikt voor massaproductie van baksteen, plavuizen, bepaalde typen dakpannen en andere producten van klei. Dit artikel gaat voornamelijk in op de productie van stenen.
Hoewel er oudere voorbeelden bekend zijn, begint de techniek van de strengpers zich vooral in de negentiende eeuw te ontwikkelen, mede door een grote vraag naar drainagepijpen. In de loop van de twintigste eeuw is hij uitgegroeid tot de snelste machine om baksteen te vormen. Hij dankt zijn naam aan de streng klei die uit de pers komt en tot vormelingen gesneden wordt, stukken klei ter grootte van een steen. Een normale strengperssteen is hard en hoekig, maar het productieproces biedt meer mogelijkheden tot vormgeving dan bij de andere twee machinetypes voor het maken van vormelingen. De machines en de vier baksteensoorten worden besproken onder het kopje De strengpers tegenover andere machines. Van de vier steensoorten is in de meeste Europese landen de strengperssteen de gangbaarste voor metselwerk. Straatstenen zijn vaker van een ander type, de vormbaksteen.
In de negentiende eeuw hebben strengpersen zich geleidelijk ontwikkeld. Pas toen ze omstreeks 1880 voldoende ontwikkeld en betaalbaar waren, konden ze concurreren met handwerk. Bij het kopje Geschiedenis is een technische tekening opgenomen van een machine uit het begin van de twintigste eeuw. De huidige machines werken in wezen hetzelfde.

## Machine
De afgegraven en voorbewerkte klei wordt in de strengpers met behulp van een schroef van Archimedes (vijzel, wormschroef) door een mondstuk geperst dat de afmeting heeft van de gewenste steen. Uit het mondstuk komt een oneindige streng of balk van stijve vochtige klei. Aan het mondstuk kan een draadsnijder bevestigd worden die de streng in de lengte doorsnijdt. Vanaf het mondstuk voert een lopende band de streng langs een stel stalen draadsnijders die met de band meebewegen en de streng afkorten in moten.
Veel machines snijden de streng meteen in vormelingen, maar bijvoorbeeld Steenindustrie Strating in Oude Pekela heeft een productielijn die de strengen eerst opdeelt in stukken van ongeveer een meter. Deze kunnen nabewerkt worden, bijvoorbeeld met verf. Daarna worden ze pas in vormelingen verdeeld.
Twee afmetingen van de vormeling worden gewoonlijk bepaald door het mondstuk en eventueel de vaste snijdraad, de derde door het snijden: Als de lengte en breedte van de steen bepaald worden bij het mondstuk, wordt de hoogte bepaald door het afkorten.

### Benamingen voor de steen
Enkele minder gangbare benamingen voor strengperssteen verwijzen naar de productiewijze: machiensteen en gesneden steen. Dit laatste is een leenvertaling van wire-cut, de Engelse aanduiding voor strengperssteen.

### De strengpers tegenover andere machines
De stenen uit een strengpers hebben een herkenbaar, glad en hoekig uiterlijk en worden strengpersstenen genoemd. De strengpers kan perforaties en versieringen aanbrengen en de vormeling kan ook verderop in het productieproces nog bewerkt worden. Dat geldt veel minder bij het belangrijkste alternatief voor de strengpers: de vormbakmachine. Die maakt vormelingen door hompen klei in bakjes ter grootte van een steen te werpen. De stenen uit zo'n machine zijn vormbakstenen en handvormstenen. De twee soorten machines leiden tot verschillende productieprocessen en zijn dus een integraal onderdeel van de steenfabriek.
Voor strengpersen is klei met een dichte structuur nodig, omdat de vormelingen bij het snijden en drogen hun vorm moeten kunnen houden zonder steun van een vormbak. Vette klei, oftewel klei met weinig zand, is daar geschikt voor. In Nederland is vrij veel schrale klei aanwezig, die veel zand bevat, daardoor zijn er veel vormbaksteenfabrieken en zijn de betreffende steensoorten in Nederland gangbaar.
Op de Britse eilanden is nog een andere machine gangbaar, die op het Europese vasteland weinig gebruikt wordt: de stempelpers. Deze drukt de klei met kracht in een bakje, zodat de steen strakker van vorm is dan bij een vormbakmachine, die de klei in het bakje gooit. Stempelpersen worden soms ook gebruikt om de vormelingen uit andere machines na te persen. Dat levert bijzonder harde en dichte, eventueel zelfs vuurvaste stenen op.

## Eigenschappen van de stenen
Strengpersstenen gelden als hoogwaardig en zijn in het algemeen duurder dan vormbakstenen. Met een strengpers verkrijgt men een opvallend hoekige steen die in twee richtingen strak en glad is; de snijvlakken zijn juist enigszins ruw en tonen meestal boogvormige snijsporen. Het materiaal is hard en heeft een hoge dichtheid, die nog verder te verhogen is door de strengpers uit te rusten met een vacuümkamer om ingesloten luchtbelletjes te verwijderen. Het materiaal neemt minder water op dan bij vormbakstenen het geval is. De steen is hard en weinig poreus, zodat verwering en vuil niet veel kans krijgen. Voor straatstenen kan de hardheid van strengpersstenen zelfs een probleem zijn, doordat het verkeer harde stenen polijst en glad maakt. Om te harde straatstenen te voorkomen mogen ze niet te heet gebakken worden.

### Perforaties, gaten, richels en versieringen
Als het persmondstuk van de strengpers wordt voorzien van stalen of glazen doorns, ontstaan er perforaties of doorlopende gaten in de steen. Perforaties besparen grondstof en zorgen voor een snelle en gelijkmatige droging. Het drogen kost minder warmte en het gewicht van de steen is lager. Het perforeren zorgde er vroeger ook voor dat de stenen niet kromtrokken bij de hoge baktemperatuur die bij strengpersstenen nodig is. Vanaf de jaren tachtig kan men het stookproces en de kleisamenstelling beter beheersen en is kromtrekken steeds minder een probleem.
Als nadeel van perforaties geldt, dat de steen schade kan oplopen bij de holtes en dat zich daar vuil kan ophopen. Bij metselsteen zitten de perforaties in de boven- of onderkant van de steen, die met het metselen afgesloten wordt; in dat geval is het vuil zelden bezwaarlijk, tenzij de steen langdurig opgeslagen is in weer en wind. De andere gangbare processen voor massaproductie zijn niet verenigbaar met perforaties, zodat deze mogelijkheid min of meer uniek is voor strengpersen.
Bij ondeugdelijk metselwerk of slecht geplaatste stenen kan er zakwater uit specie of regenwater binnendringen in de perforaties van de steen, wat tot vorstschade kan leiden, maar bij een goede uitvoering van het werk is er geen bezwaar tegen het gebruik van geperforeerde stenen, ook niet in het buitenspouwblad, de buitenmuur van een spouwmuur.
Diepe perforaties of doorlopende gaten in de steen zitten steeds in de ruwe kant, maar de gladde kanten van de steen kunnen met rollen voorzien worden van structuur of tekening. Een rol met golfprofiel geeft sleuven of nerven, een rol met tanden geeft kepen en met een onregelmatig gevormde rol is een boomschorsachtige structuur te bereiken, of een uiterlijk dat leken aan een handvormsteen doet denken. Toch is de structuur anders en zal hij zich herhalen als de rol rond is geweest.
Een nadeel van de strengpers is, dat hij niet goed kruisende richels of structuren kan aanbrengen: alleen evenwijdig aan de persrichting kunnen er grote structuren in de gladde kanten geperst worden. Kleine structuren zijn nog wel met een rol in te persen, maar twee flinke rillen haaks op elkaar zijn onmogelijk. Daardoor kunnen veel typen dakpannen niet met de strengpers gemaakt worden, zoals blijkt onder het kopje Producten.

## Producten
Strengpersen hebben verwisselbare mondstukken en snijtafels, om vormelingen in verschillende formaten en vormen te maken. Daardoor leent de strengpers zich beter voor kleine series dan vormbakmachines, waarbij elke steenvorm een eigen bak nodig heeft en van elk type bak honderden of duizenden exemplaren aanwezig moeten zijn.
Bij gevelbaksteen uit de strengpers is er de keuze tussen vol en geperforeerd, tussen glad (vlak onbezand) en vlak bezand en tussen generfd of ongenerfd. Het bezanden is een extra productiestap en wordt dus standaard niet gedaan. Bij het bezanden worden de twee kopse kanten bezand en één lange kant die in het zicht ligt (de strek). Dit in tegenstelling tot vormbakstenen: daarbij zijn standaard vijf vlakken bezand, omdat het zand moet voorkomen dat de steen aan de vorm kleeft.
Met de strengperstechniek zijn behalve stenen ook andere producten te fabriceren, zoals plavuizen, rietvorsten, geperforeerde of holle binnenmuurstenen, gevelbekleding en holle elementen voor baksteenvloeren. Ook een aantal types dakpannen kan op deze manier gemaakt worden, de oude holle pan bijvoorbeeld, want deze heeft als sluiting aan boven- en zijkant alleen maar een overlapping, een zogenaamde wel. Daarentegen zijn de verbeterde holle en de opnieuw verbeterde holle niet met een strengpers te maken, vanwege de extra sluitingen in de vorm van dwarse groeven en rillen.
Strengpersstenen worden als volgt ingedeeld naar percentage holle ruimte:
- Hol: meer dan 20%.
- Geperforeerd: 15 tot 20%.
- Normaal: minder dan 15%
- Verblendsteen: fijne klei met doorlopende grote gaten in de hoogte van de steen. Veelal helder van kleur, bijvoorbeeld geel, rood of wit en vaak geglazuurd. Geschikt voor siermetselwerk en minder nauwkeurig metselwerk.

## Fabricageproces

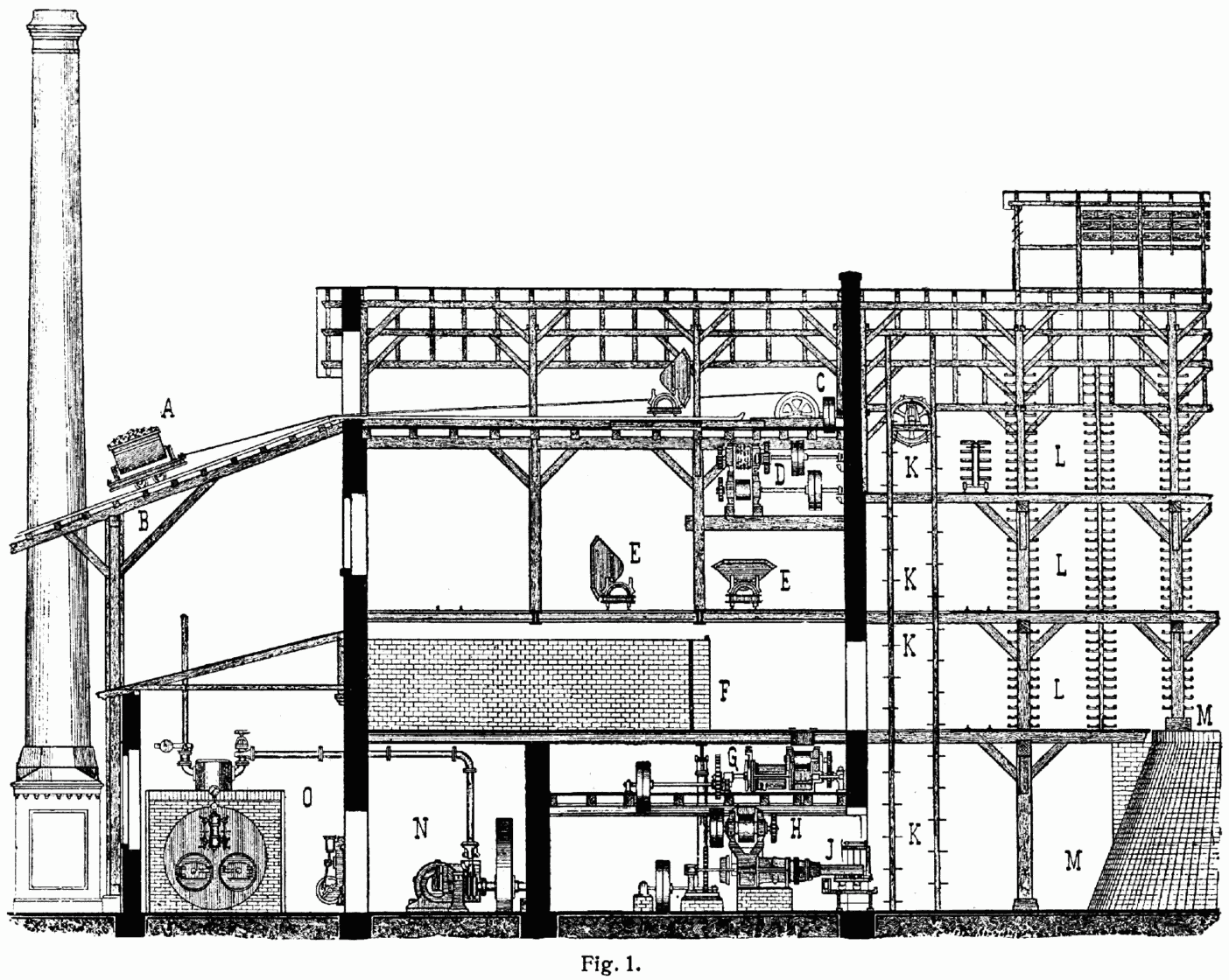
Overzicht van een steenfabriek uit het begin van de twintigste eeuw. In wezen verloopt het proces een eeuw later nog hetzelfde. J is de strengpers, midden-onder. Bron: Lexikon der gesamten Technik, 1905.

Hier volgt een voorbeeld van het fabricageproces. Dit varieert uiteraard van fabriek tot fabriek.
De klei wordt gestort in het voormaalgebouw. Daar wordt de klei vermalen en via een transportband omhoog gevoerd het persgebouw in. De klei wordt via een worm naar een silo geleid en al draaiende ontstaat aldus een homogene massa van voldoende vochtigheid. Vervolgens wordt de klei in een soort kanaal geperst. Aan het eind van dat kanaal is een verwisselbare vorm gemonteerd. Die vorm is afhankelijk van het type strengperssteen dat men wil produceren. Er bestaan diverse vormen, omdat er zeer veel verschillende typen steen worden geproduceerd. Niet alleen gevel- en profielstenen, maar ook stenen voor de fabrieksschoorstenen, de zogenaamde radiaalstenen. Voor de vorm staat een aparte snijtafel waarop een draad is gespannen op een grote beugel. Deze beugel beweegt op en neer en snijdt de klei in de gewenste hoogte van de stenen. Bij gewone strengpersstenen worden er steeds drie stuks gesneden en losgemaakt van de reep. Deze drie worden omhooggetild en klaargezet op dezelfde snijtafel om weggehaald te worden. Voor het maken van diverse soorten stenen zijn ook verschillende snijtafels nodig.
Bij veel steenfabrieken werden de natte stenen vervoerd op zogenaamde perskarren, veelal met zes houten planken boven elkaar. Ook kan een lopende band worden gebruikt, in de vorm van een oneindige ketting waaraan bakken hangen. Op die bakken kunnen in drie lagen boven elkaar stenen vervoerd worden door het bedrijf. De onderste plank is bedekt met gips. Daarop worden de natte stenen gezet die uit de pers komen. De twee bovenste planken (staal) zijn voor de afvoer van de droge stenen.

## Geschiedenis

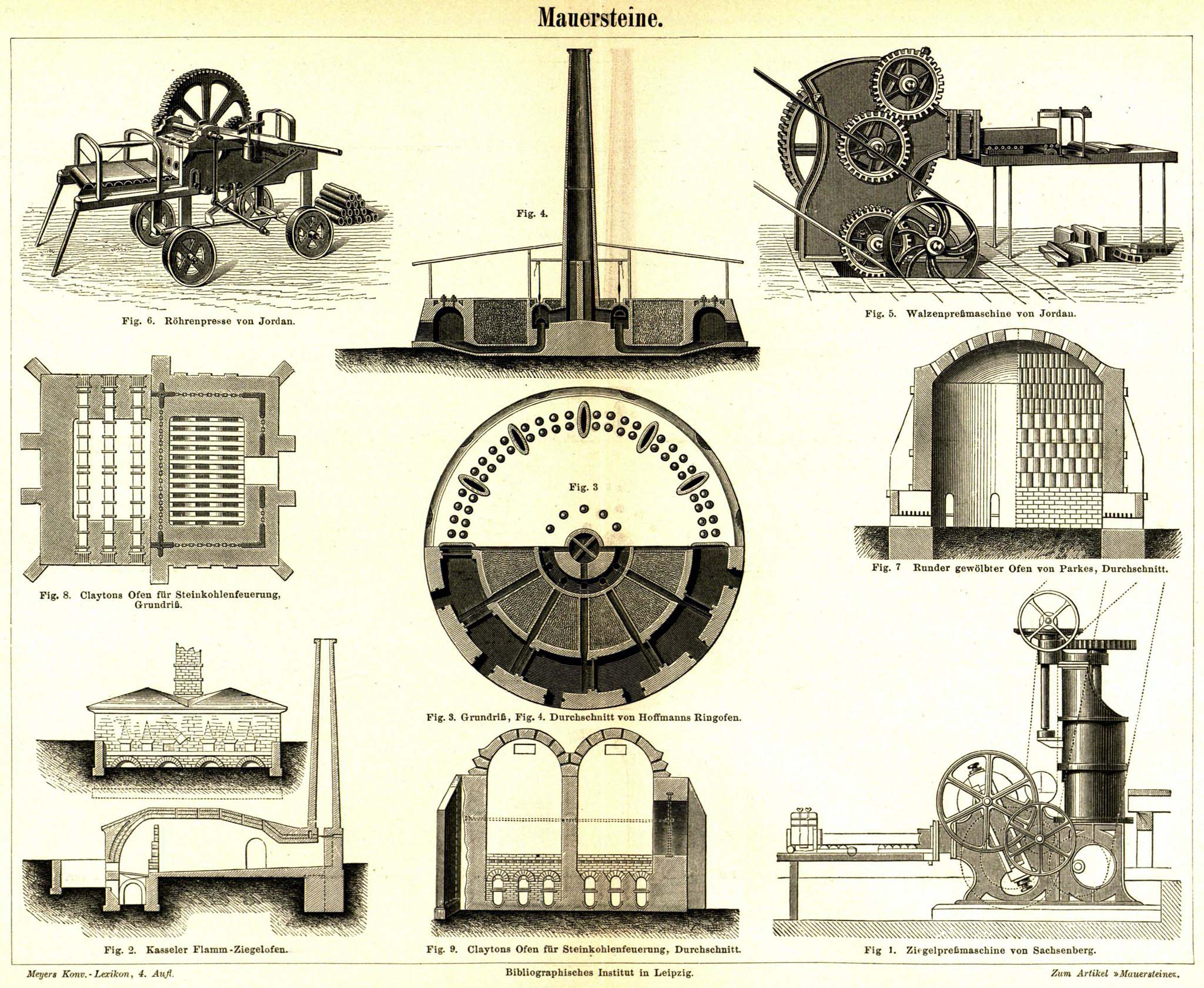
Machines voor de steenindustrie, met drie strengpersen:
Linksboven: voor buizen, een mobiel apparaat.
Rechtsboven: voor steen.
Rechtsonder: voor dakpannen. Helemaal duidelijk is dit niet, het woord Ziegel in het bijschrift is ook te vertalen als "tegel(s)", maar de hoogte van de streng doet eerder aan dakpannen denken.
Bron: Meyers Konversations-Lexikon, eind negentiende eeuw

Al in 1619 maakte de Engelsman John Etherington een handwerktuig om klei door een mondstuk te duwen. Hij kreeg later patent op deze handoperated piston extruder, maar er was weinig interesse voor. Twee eeuwen later, in 1807, had ene Hostenberg uit Sint-Petersburg veel meer succes met zijn machine die drainagepijpen voor de landbouw maakte. De behoefte aan drainage was een sterke stimulans voor de ontwikkeling van de strengpersen, die daar veel geschikter voor zijn dan bijvoorbeeld een vormbakmachine: met het juiste mondstuk kan een strengpers een naadloze buis schoon uitpersen, terwijl een vormbak aan de klei blijft plakken; bezanden, zoals bij baksteen, was bij buizen niet haalbaar. Toch duurde het nog decennia voor strengpersen hun belofte van een snelle, industriële productie waarmaakten.
Hostenbergs ontwerp werd in heel Europa overgenomen en machines volgens deze opzet zijn tot in de jaren 1970 in gebruik gebleven in de DDR, hoewel ze een cruciale innovatie misten die de strengpers geschikt maakte voor een continuproces: de wormschroef, die in 1854 voor het eerst toegepast werd in kleimachines. De oudere machines hadden een heen en weer gaande plunjer, zodat de cilinder bijgevuld moest worden als de plunjer die leeg gedrukt had. De Duitse machinebouwer Carl Schlickeysen patenteerde in 1854 zijn ‘Schraube für plastische Körper’ (schroef voor plastische materialen) en toonde zijn machine een jaar later op een landbouwbeurs in Kleef. Een andere fabrikant bouwde in 1858 een stoomgedreven strengpers. Deze machine van C. Schlickeysen kon met een wormschroef een continue streng leveren. De draadsnijders werden bij deze machines met de hand heen en weer gehaald.
De eigenschappen van klei maakten het de machinebouwers moeilijk. Voor de verwerking van klei zijn vochtgehalte, lutumgehalte en chemische samenstelling van belang. In de eerste helft van de negentiende eeuw probeerden ontwerpers te komen tot machines die vormelingen konden maken uit alle mogelijke kleisoorten. Verkopers prezen hun machines aan als universeel, maar klei bleek een weerbarstige grondstof en machinebouwers stelden zich op den duur bescheidener doelen. Ze begonnen machines te ontwerpen die alleen voor het vormen bedoeld waren en slechts geschikt waren voor een of enkele kleisoorten. Daarmee ontstond een nadeel ten opzichte van ervaren handwerkslieden, die met alle klei overweg konden. Een voordeel van machines was dan weer, dat ze geen kladstenen leverden. Bij het handvormen ging 20 tot 25% van de klei naast de vorm. Deze kladklei werd opgevangen en samen in een vorm gedaan, maar dit leverde ongelijkmatige stenen op, die zowel bij het bakken als in het gebruik kwetsbaar waren.
In 1851, op de Great Exhibition in Londen, de eerste wereldtentoonstelling, waren vroege strengpersen te zien. Omdat ze de klei niet met een wormschroef, maar met een heen en weer gaande plunjer door het mondstuk drukten, werkten ze niet in een continuproces, maar maakten ze strengen van een yard (ruim 90 cm). Als de kleistreng helemaal uit de machine was, trok de plunjer zich terug om nieuwe klei in te nemen en intussen werd de streng zijdelings, vermoedelijk met de hand, door een stel draadsnijders heen gedrukt en zo in vormelingen verdeeld. De plunjer zelf werd ook met de hand aangedreven, via een tandwielstelsel.
Ook de wormschroeven hadden nadelen: de klei aan de buitenkant van de streng ging sneller dan die in het hart van de streng, zodat er krimpspanningen ontstonden en het materiaal niet homogeen was. Verder bleef stijve klei aan de cilinder en het mondstuk plakken, wat kepen in de randen van de stenen gaf, de zogenaamde drakentanden. In 1865 werd dit laatste opgelost door een meerdelige spuitmond met waterinjectie. 

### Nederland
Vanwege lage lonen, hoge investeringen en inefficiënte machines duurde het tientallen jaren voor machines het wonnen van het handvormen. In 1855 bouwde Robert Aemilius Stadnitski uit Nijmegen een stoomsteenfabriek, maar hoewel hij uitstekende stenen leverde, moest hij de fabriek in 1860 alweer sluiten. Onervarenheid in de industrie en een te hoge kostprijs waren de vermoedelijke oorzaken. In 1864 werden in Bemmel twee fabrieken naar tevredenheid voorzien van een door paarden gedreven vormmachine, maar in Gelderland konden machines pas omstreeks 1880 op kostprijs concurreren met handwerk. Zowel in Nijmegen als in Bemmel werden overigens vormbakmachines gebruikt, geen strengpersen.

## Externe links

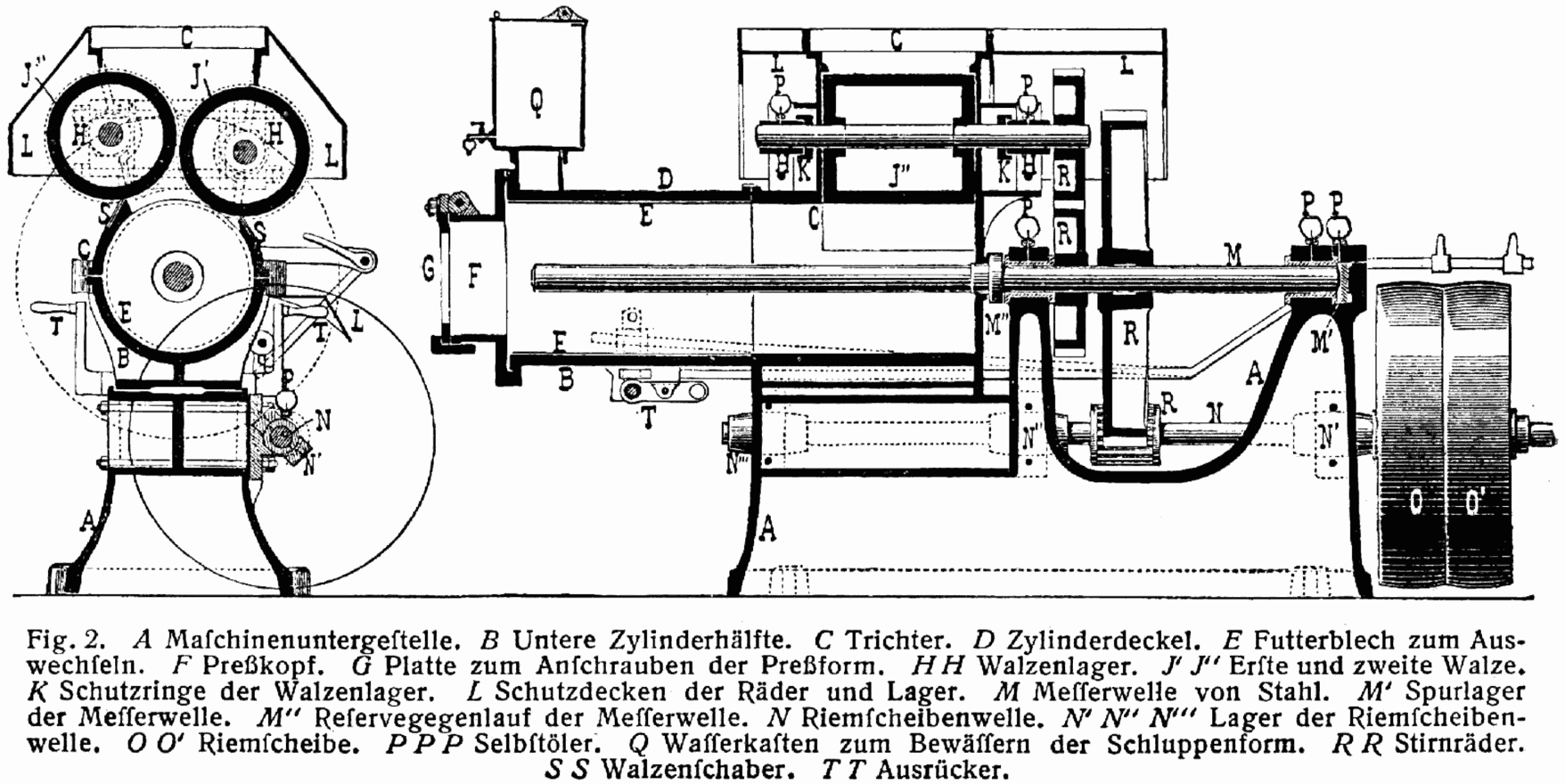
Strengpers uit het begin van de twintigste eeuw. Links vooraanzicht, rechts zijaanzicht. Bron: Lexikon der gesamten Technik, 1905.
De belangrijkste onderdelen:
C: trechter voor aanvoer van klei
E: Instelbare en verwisselbare geleiders voor de kleistroom
F: perskop
G: bevestigingsplaat om een mondstuk aan de perskop te bevestigen
J' J: eerste en tweede wals, die de klei fijn en egaal maken
M: as van de wormschroef die de klei aandrukt
O: Wiel voor de riemaandrijving
Q: Waterkast om water op de klei te druppelen bij wijze van smering
R: Tandwielen
S: Schraapmessen die de walsen schoonhouden
In een moderne strengpers zijn de onderdelen anders uitgevoerd. Zo'n groot aandrijfsysteem (O, R) is niet meer nodig en in plaats van een waterkast (Q) is er een waterleiding Toch is de opbouw van hedendaagse machines in wezen hetzelfde.

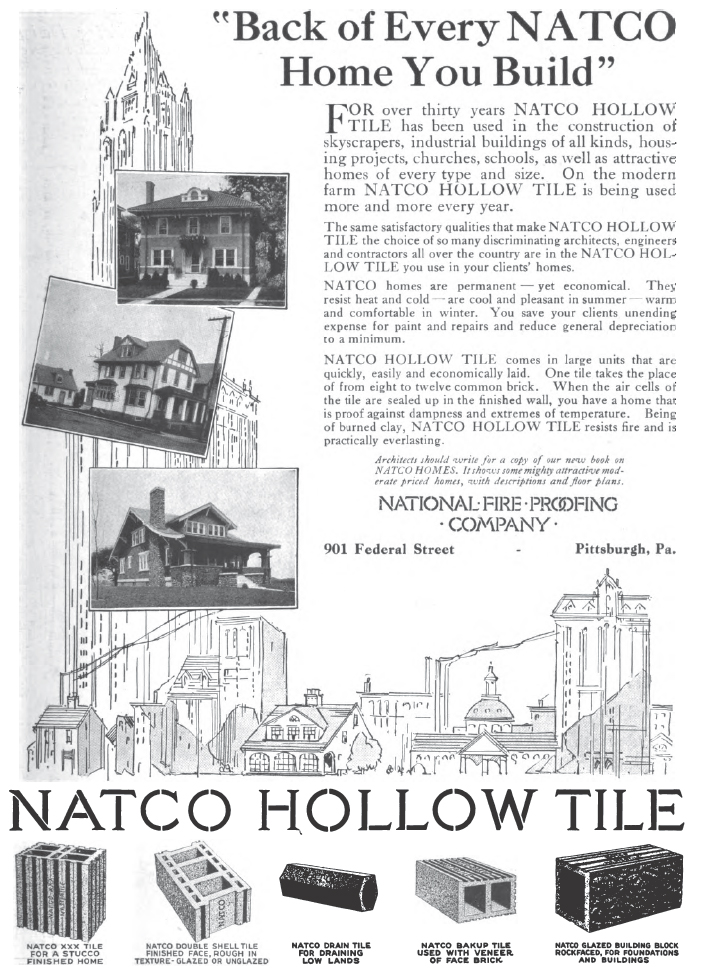
Amerikaanse advertentie uit 1920 voor holle bouwelementen die geproduceerd zijn met een strengpers